# Микаелян, Христофор
Христофо́р Микаеля́н (арм. Քրիստափոր Միքայելյան) (18 октября 1859 года — 5 марта 1905 года) — общественно-политический деятель, основатель, лидер и теоретик партии Дашнакцутюн.

## Биография
Родился 18 октября 1859 г. в с. Верхние Акулисы (В. Агулис), Ордубадского уезда.
Окончил Александровский институт в Тифлисе.
Основатель, лидер и теоретик партии Дашнакцутюн.
В 1880—1885 — учительствовал в Верхнем Агулисе Нахичеванского уезда, а также в Тифлисе.
В 1885 году в связи с закрытием царским правительством армянских школ, выразил свой протест (написал листовку «Армянским братьям и армянским сёстрам»).
С начала 1880-х — принимал активное участие в деятельности народнических кружков.
Под воздействием идеологии русского народничества, идей Раффи и Г. Арцруни сформировалось мировоззрение Микаеляна.
Не порвав полностью связей с народническими организациями, в 1889 начал содействовать организации «Еритасард Айастан» («Молодая Армения»), вырабатывать программу объединения армянских революционных сил в единую партию Союз армянских революционеров. На учредительном съезде партии Дашнакцутюн сумел устранить серьёзные идейные разногласия и объединить деятелей с различными взглядами в единую партию (1890).
Разделяя идеалы демократии и социализма, считал, что для армянского народа, всех его социальных слоев первоочередной задачей является достижение национальной независимости. Ради этой цели он призывал к солидарности представителей всех классов армянского общества. Признавая национально-освободительного движение армянского народа исторической закономерностью, указывая на его справедливый и прогрессивный характер, считал, что не погромы армян порождены их национально-освободительной борьбой, а, напротив, национально-освободительная борьба армянского народа является естественным ответом на преследования и резню армян. Будучи сторонником революционных методов борьбы, считал национально-освободительное движение армянского народа «продолжительной борьбой», а её средствами демонстрации, действия боевых групп, пропаганду в Европе в пользу решения Армянского вопроса.
За свою революционную деятельность был арестован, сослан в Кишинёв.
В 1898 — отправился в Женеву для усиления пропаганды в пользу Армянского вопроса в Европе.

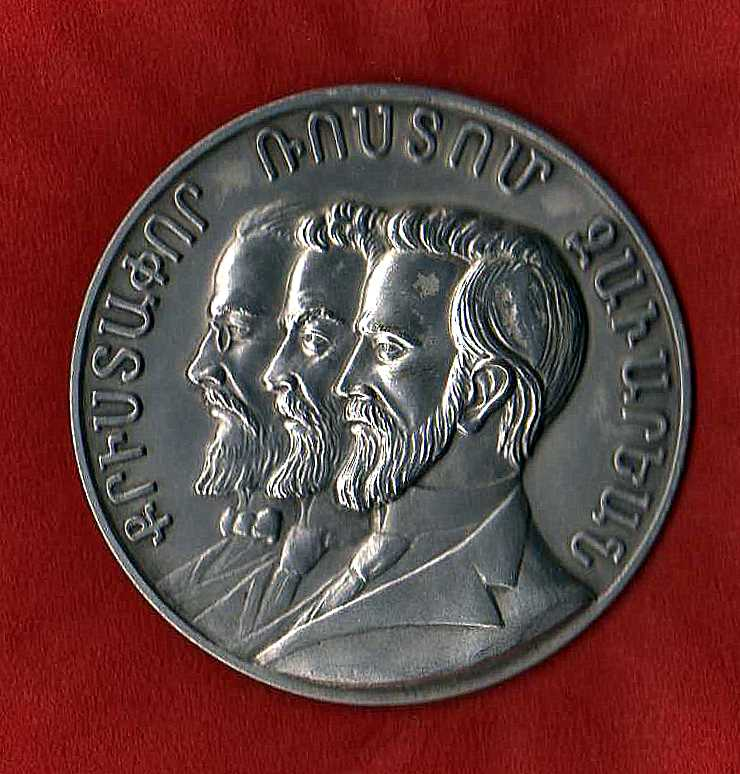
Современная медаль с профилями Христофора Микаеляна, Степана Зоряна (Ростома) и Семёна Заварьяна, основателей Дашнакцутюна в 1890 году

Установил связи с Ж. Жоресом, Ж. Клемансо, А. Франсом, Ф. де Пресансе, П. Кийаром и др. видными деятелями, принял участие в издании в Париже с 1900 газету «Про Армениа» (на франц. яз.).
В 1902 — в Германии встретился с видным деятелем германского рабочего движения Августом Бебелем, советовался с ним относительно Армянского вопроса (в результате А. Бебель сделал запрос в рейхстаге Германии, который, однако, был отвергнут).
В 1904 году Микаелян познакомился в Женеве с македонцем Димитром Ляповым и лидером ВМОРО Борисом Сарафовым. Совместно они начали готовить покушение на Абдул Хамида II — тогдашнего турецкого султана. Исполнителем был назначен Микаелян.
Микаелян приобрёл русский паспорт на имя Самуила Фаина (он был похож на еврея) и в начале 1905 года прибыл в Стамбул с двумя мнимыми дочерьми Фаина – Рубиной и Надеждой. В русском посольстве он приобрёл билет в дипломатический павильон, из которого хорошо просматривался султанский селямлык. Вскоре он составил подробный план местности и продумал все детали. После этого он вернулся в Софию, где приступил к изготовлению бомб в мастерской ВМОРО на склоне горы Витоша. 5 марта 1905 года одна из бомб преждевременно взорвалась в руке Врамшапа Киндеряна. Вместе с ним погиб и Микаелян. Он был торжественно погребён в Софии, в похоронах участвовали армянские делегаты из Женевы и других городов.